# Liste der Kulturgüter in Aarau
Die Liste der Kulturgüter in Aarau enthält alle Objekte in der Gemeinde Aarau im Kanton Aargau, die gemäss der Haager Konvention zum Schutz von Kulturgut bei bewaffneten Konflikten, dem Bundesgesetz vom 20. Juni 2014 über den Schutz der Kulturgüter bei bewaffneten Konflikten sowie der Verordnung vom 29. Oktober 2014 über den Schutz der Kulturgüter bei bewaffneten Konflikten unter Schutz stehen.
Objekte der Kategorien A und B sind vollständig in der Liste enthalten, Objekte der Kategorie C fehlen zurzeit (Stand: 1. Januar 2023).

## Kulturgüter
| Foto | | Objekt                                                                                          | Kat. | Typ | Standort                                                                         | Beschreibung |
| ---- | --- | ----------------------------------------------------------------------------------------------- | ---- | --- | -------------------------------------------------------------------------------- | --- |
| ja   | Datei hochladen · Wikidata zu Regierungsgebäude (Q2137740)                                                                 | Regierungsgebäude KGS-Nr.: 00005                                                                | A    | G   | Aargauerplatz / Bahnhofstrasse 2 645807 / 248992                                 | Von 1811 bis 1824 erbauter Sitz der Aargauer Kantonsregierung, entstanden aus Umbau und Erweiterung des ehemaligen Gasthofs Löwen von 1739. Stattlicher klassizistischer Baukörper mit einem H-förmigen Grundriss.                                                                                        |
| ja   | Datei hochladen · Wikidata zu Alte Kantonsschule (Albert-Einstein-Haus) (Q435651)                                          | Alte Kantonsschule (Albert-Einstein-Haus) KGS-Nr.: 00007                                        | A    | G   | Bahnhofstrasse 91 646395 / 249350                                                | Hauptgebäude der Kantonsschule, erbaut 1894–96 nach Plänen von Karl Moser im Stil der Neorenaissance. Der zwischen 1914 und 1916 errichtete Flügelanbau mit Sternwarte stammt ebenfalls von Moser. |
| ja   | Datei hochladen · Wikidata zu Katholisches Pfarrhaus (ehem. Meyer- oder Feerhaus) (Q1664189)                               | Katholisches Pfarrhaus (ehem. Meyer- oder Feerhaus) KGS-Nr.: 00012                              | A    | G   | Laurenzenvorstadt 80 646182 / 249398                                             | 1794 bis 1797 von Johann Daniel Osterrieth erbaute klassizistische Villa, seit 1939 als römisch-katholisches Pfarrhaus genutzt. Zwei stilistisch deutlich verschiedene Schauseiten (auf der Strassenseite als Bürgerhaus, im Garten als Schloss mit tempelartiger Giebelfront und zwei Eckpavillons).     |
| ja   | Datei hochladen · Wikidata zu Reformierte Stadtkirche (Q1678578)                                                           | Reformierte Stadtkirche KGS-Nr.: 00023                                                          | A    | G   | Kirchgasse 19 645597 / 249268                                                    | In den Jahren 1471 bis 1478 erbautes spätgotisches Kirchengebäude. Dreischiffige Basilika nach den Vorgaben der Bettelordensarchitektur mit polygonalem Chor und flachen Decken. Trennung von Langhaus und Chor durch einen Lettner, der die gesamte Breite der Kirche einnimmt.                          |
| ja   | Datei hochladen · Wikidata zu Aargauer Kunsthaus (Q301250)                                                                 | Aargauer Kunsthaus (Sammlung) KGS-Nr.: 08489                                                    | A    | S   | Aargauerplatz 1 645747 / 248992                                                  | Seit 1959 bestehendes Kunstmuseum mit Schweizer Kunstwerken vom 18. Jahrhundert bis in die Gegenwart. |
| ja   | Datei hochladen · Wikidata zu Naturama Aargau (Q1970000)                                                                   | Naturama Aargau (Sammlung) KGS-Nr.: 08490                                                       | A    | S   | Feerstrasse 15 646272 / 249250                                                   | Naturkundliches Museum, überwiegend mit Exponaten aus dem Kanton Aargau. |
| ja   | Datei hochladen · Wikidata zu Staatsarchiv des Kantons Aargau (Q1410236)                                                   | Staatsarchiv des Kantons Aargau KGS-Nr.: 08786                                                  | A    | S   | Entfelderstrasse 22 646125 / 248691                                              | Zentrales Archiv des Kantons Aargau. |
| ja   | Datei hochladen · Wikidata zu Aargauer Kantonsbibliothek (Q301235)                                                         | Aargauer Kantonsbibliothek (Sammlung) KGS-Nr.: 08924                                            | A    | S   | Aargauerplatz 1 645772 / 248997                                                  | Öffentliche wissenschaftliche Bibliothek mit rund 700'000 Medien. Den Schwerpunkt bilden Publikationen aus dem Aargau und über den Aargau. |
| ja   | Datei hochladen · Wikidata zu Haus zum Erker (Q1590927)                                                                    | Haus zum Erker KGS-Nr.: 09115                                                                   | A    | G   | Rathausgasse 10 645665 / 249286                                                  | 1664/65 erbautes Altstadthaus mit Gewerbelokal im nachgotischen Stil. Viergeschossiges Gebäude mit Fachwerk, bemalter Ründe und barockem Erker an der Südseite. |
| ja   | Datei hochladen · Wikidata zu Ehemalige Fabrik Riggenbach / Zeughaus (Q19362279)                                           | Ehemalige Fabrik Riggenbach / Zeughaus KGS-Nr.: 09281                                           | A    | G   | Rohrerstrasse 12 646650 / 249401                                                 | 1873/74 erbaute Fabrikhalle der von Niklaus Riggenbach gegründeten «Internationalen Gesellschaft für Bergbahnen». Von 1880 bis 2014 als Zeughaus genutzt. U-förmiger Baukörper mit spätklassizistischer Gliederung.                                                                                       |
| ja   | Datei hochladen · Wikidata zu Grossratsgebäude (Q1547539)                                                                  | Grossratsgebäude KGS-Nr.: 09386                                                                 | A    | G   | Obere Vorstadt 10 645825 / 248933                                                | Von 1826 bis 1828 erbauter Sitz des Grossen Rats und Hauptwerk des Klassizismus im Kanton Aargau, angelehnt an die französische Revolutionsarchitektur. Lang gestreckter Trakt mit Mittelhalle an der Vorderfront, dahinter halbrunder Ratssaal.                                                          |
| ja   | Datei hochladen · Wikidata zu Restaurant Zunftstube (Q229911)                                                              | Restaurant Zunftstube KGS-Nr.: 09387                                                            | A    | G   | Pelzgasse 19 645767 / 249251                                                     | Ende des 17. Jahrhunderts erbautes Altstadthaus im spätgotischen Stil; vorübergehend städtisches Rathaus, heute als Restaurant genutzt. Viergeschossiges Bürgerhaus mit Mansarddach und Dachreiter. |
| ja   | Datei hochladen · Wikidata zu «Schlossgarten» (Q1590954)                                                                   | «Schlossgarten» KGS-Nr.: 09388                                                                  | A    | G   | Schlossplatz 4 645842 / 249424                                                   | 1792 erbaute repräsentative Villa, im Jahr 1798 Regierungssitz der Helvetischen Republik. Siebenachsiges, dreistöckiges Wohnhaus mit Mittelrisalit, Stichbogenfenstern und Mansarddach. |
| ja   | Datei hochladen · Wikidata zu Christkatholisches Pfarrhaus (ehemalige Helferei) (Q1083898)                                 | Christkatholisches Pfarrhaus (ehemalige Helferei) KGS-Nr.: 09815                                | A    | G   | Adelbändli 2 645621 / 249319                                                     | Von 1784 bis 1786 nach einem Entwurf von Carl Ahasver von Sinner erbautes Pfarrhaus im spätbarocken Stil. Verputzte Fassaden mit rustizierten Ecklisenen und einachsigem Mittelrisalit. |
| ja   | Datei hochladen · Wikidata zu Krematorium Aarau (Q1457415)                                                                 | Krematorium KGS-Nr.: 09817                                                                      | A    | G   | Rosengartenweg 1 645940 / 248765                                                 | 1912 von Albert Froelich erbautes Krematorium im Friedhof Rosengarten. Betont monumental gehaltener Kuppelbau aus bossiertem Mauerwerk mit zwei Seitenflügeln. |
| ja   | Datei hochladen · Wikidata zu Garten Schmidlin (Q19362280)                                                                 | Garten Schmidlin KGS-Nr.: 10465                                                                 | A    | G   | Wasserfluhweg 5 645892 / 248058                                                  | Von Ernst Cramer gestaltete Gartenanlage, deren Sichtbetonelemente mit dem dazu gehörenden Einfamilienhaus eine untrennbare Einheit bilden. |
| ja   | Datei hochladen · Wikidata zu Haus Sauerländer (Q29574887)                                                                 | Sauerländerhaus KGS-Nr.: 15042                                                                  | A    | G   | Laurenzenvorstadt 89 646215 / 249456                                             | 1831 bis 1834 erbautes klassizistisches Wohn- und Geschäftshaus von Heinrich Remigius Sauerländer. Fast schmuckloses und auf seine stereometrischen Grundformen reduziertes Gebäude. Vierachsiger Anbau von 1905 im Neorenaissance-Stil.                                                                  |
| ja   | Datei hochladen · Wikidata zu Haus mit Gewerbelokal (Q29574880)                                                            | Haus mit Gewerbelokal KGS-Nr.: 16059                                                            | A    | G   | Rathausgasse 22 645701 / 249242                                                  | 1641 erbautes spätgotisches Bürgerhaus, eines der bedeutendsten seiner Art in Aarau. Viergeschossiges Reihenhaus mit pyramidal angeordneten Fenstergruppen und ornamentalen Sgraffito-Verzierungen. |
| ja   | Datei hochladen · Wikidata zu Villa Zurlinden (Q29574646)                                                                  | Villa Zurlinden KGS-Nr.: 16893                                                                  | A    | G   | Bahnhofstrasse 38 645986 / 249091                                                | Zwischen 1850 und 1860 erbaute Villa im spätklassizistischen Stil. Seit 1928 Hauptsitz des Schweizerischen Turnverbandes und damals um zwei Flügel erweitert. |
| ja   | Datei hochladen · Wikidata zu Aargauer Kunsthaus (Q29574934)                                                               | Kunsthaus mit Neubau (Gebäude) KGS-Nr.: 00003                                                   | B    | G   | Aargauerplatz 1 / Obere Vorstadt 6 645749 / 248984                               | 1959 von Loepfe, Hänni & Hänggli erbautes Museumsgebäude. 2003 eröffneter Erweiterungsbau von Herzog & de Meuron und Rémy Zaugg. |
| ja   | Datei hochladen · Wikidata zu Aargauisches Naturmuseum (Gebäude) (Q29574451)                                               | Aargauisches Naturmuseum (Gebäude) KGS-Nr.: 00006                                               | B    | G   | Feerstrasse 15 646282 / 249251                                                   | 1900 erbautes Doppelwohnhaus im Stil der italienischen Neorenaissance, heute als Museum genutzt. |
| ja   | Datei hochladen · Wikidata zu Altes Zeughaus (General-Herzog-Haus) (Q1618831)                                              | Altes Zeughaus (General-Herzog-Haus) KGS-Nr.: 00008                                             | B    | G   | Laurenzenvorstadt 62 646092 / 249393                                             | 1775 als Kornhaus erbaut, später als Kaserne, Zeughaus und Kantine genutzt. Dreigeschossiges spätbarockes Gebäude unter geknicktem Krüppelwalmdach. |
| ja   | Datei hochladen · Wikidata zu Amthaus (ehemaliges Spital dann Kantonsschule) (Q480228)                                     | Amthaus (ehemaliges Spital, dann Kantonsschule) KGS-Nr.: 00009                                  | B    | G   | Laurenzenvorstadt 12 645892 / 249367                                             | Von 1784 bis 1787 erbautes klassizistisches Gebäude, heute als Polizeiwache genutzt. Strenge Fassadengliederung, ockergelb verputzter Oberbau mit Walmdach. |
| ja   | Datei hochladen · Wikidata zu Bezirksgericht (ehemaliges Casino) (Q29574457)                                               | Bezirksgericht (ehemaliges Casino) KGS-Nr.: 00010                                               | B    | G   | Casinostrasse 5 645899 / 249329                                                  | 1831 erbautes öffentliches Gebäude, seit 1930 als Bezirksgericht genutzt. Streng symmetrischer, zweigeschossiger Rechteckbau im klassizistischen Stil fast ohne Schmuckelemente. |
| ja   | Datei hochladen · Wikidata zu Ehemalige Gewerbeschule (Q29574471)                                                          | Ehemalige Gewerbeschule (Karl-Moser-Haus) KGS-Nr.: 00013                                        | B    | G   | Bahnhofstrasse 79 646310 / 249331                                                | 1894 bis 1896 erbautes Schulgebäude. Dreiseitig geschlossener Hof, bestehend aus einer 1862 erbauten und später erweiterten neugotischen Villa sowie einem Flügelbau, die durch einen Turm mit Spitzhelm miteinander verbunden sind.                                                                      |
| ja   | Datei hochladen · Wikidata zu Neue Aargauer Bank (Q29574948)                                                               | Bankgebäude NAB KGS-Nr.: 00014                                                                  | B    | G   | Bahnhofstrasse 49 646041 / 249151                                                | Hauptsitz der Neuen Aargauer Bank, 1912/13 für die damalige Allgemeine Aargauische Ersparniskasse errichtet, nach einem Entwurf von Robert Curjel und Karl Moser. Fassaden mit vereinfachten, expressionistisch stilisierten Neobarockformen; Dekorationsplastiken von Otto Kappeler.                     |
| ja   | Datei hochladen · Wikidata zu Herosé-Stift (Q1613866)                                                                      | «Herosé-Stift», früher Herzoggut genannt KGS-Nr.: 00016                                         | B    | G   | Bachstrasse 83 646396 / 248866                                                   | Klassizistisches Herrenhaus in grosser Parkanlage, 1816–1819 von Hans Caspar Escher erbaut. Zunächst nach dem Auftraggeber Johannes Herzog als Herzoggut bezeichnet. Später Wohnsitz von General Hans Herzog, seit 1917 als städtisches Altersheim genutzt.                                               |
| ja   | Datei hochladen · Wikidata zu Hunziker-Haus (Q29574917)                                                                    | Hunzikerhaus KGS-Nr.: 00017                                                                     | B    | G   | Pelzgasse 15 645773 / 249264                                                     | 1721 erbautes barockes Altstadthaus. Einziges Stadtpalais in Aarau, das den an Frankreich orientierten Stil des 18. Jahrhunderts deutlich zum Ausdruck bringt. 1926/27 Einbau eines Ladens im Erdgeschoss.                                                                                                |
| ja   | Datei hochladen · Wikidata zu Infanteriekaserne (Q29574921)                                                                | Infanteriekaserne KGS-Nr.: 00018                                                                | B    | G   | Laurenzenvorstadt 48 646016 / 249399                                             | 1845 bis 1849 von Joseph Caspar Jeuch und Carl Rothpletz errichtetes Hauptgebäude der Infanteriekaserne. Lang gestreckter, symmetrischer Trakt mit Fassaden im Rundbogenstil. |
| ja   | Datei hochladen · Wikidata zu Obere Mühle (Q2009363)                                                                       | Obere Mühle KGS-Nr.: 00020                                                                      | B    | G   | Bahnhofstrasse 5 645835 / 249055                                                 | Aus dem frühen 17. Jahrhundert stammendes ehemaliges Mühlengebäude im spätgotischen Stil. An der Ostseite angebaut ein polygonaler Treppenturm. |
| ja   | Datei hochladen · Wikidata zu Oberer Turm (Q2009489)                                                                       | Oberer Turm und Torhaus KGS-Nr.: 00021                                                          | B    | G   | Zwischen den Toren 24 / Graben 38.1 645740 / 249187                              | Vermutlich im 13. Jahrhundert errichteter Torturm am Südrand der Altstadt, mit einer Höhe von 62 Metern das Wahrzeichen der Stadt. Bossierte Ortsteine im unteren Teil, darüber verputztes Mauerwerk. Dachkonstruktion mit Glockenturm von 1533.                                                          |
| ja   | Datei hochladen · Wikidata zu Pestalozzischulhaus (Q14559466)                                                              | Pestalozzischulhaus KGS-Nr.: 00022                                                              | B    | G   | Bahnhofstrasse 46 646046 / 249109                                                | 1873 bis 1875 von Carl Rothpletz und Felix Wilhelm Kubly erbautes Schulgebäude. Monumentale Fassaden im Neorenaissancestil und drei durch markante Seiten- und Mittelrisalite gegliederte Flügel. |
| ja   | Datei hochladen · Wikidata zu Rathaus (Q2132502)                                                                           | Rathaus KGS-Nr.: 00024                                                                          | B    | G   | Rathausgasse 1 645639 / 249339                                                   | Städtisches Rathaus, 1519/20 entstanden aus Umbau und Erweiterung des mittelalterlichen Roreturms (Mitte 13. Jahrhundert). Erweiterungen von 1856/57 und 1952–1954. |
| ja   | Datei hochladen · Wikidata zu Säulenhaus (Q2379185)                                                                        | Säulenhaus KGS-Nr.: 00025                                                                       | B    | G   | Laurenzenvorstadt 107 646356 / 249460                                            | 1836 bis 1838 erbaute, repräsentative Villa; eines der Hauptwerke des Klassizismus im Aargau. Streng gegliederter zweigeschossiger Rechteckbau mit schweizweit einzigartiger kolossaler Tempelfront. Flankiert von Orangerie und Wagenschopf.                                                             |
| ja   | Datei hochladen · Wikidata zu Schlössli Aarau (Q1370412)                                                                   | Schlössli KGS-Nr.: 00026                                                                        | B    | G   | Schlossplatz 23 645793 / 249465                                                  | Aus der Mitte des 13. Jahrhunderts stammende Burg am Ostrand der Altstadt, 1624 und 1790 um je ein Stockwerk auf die heutige Höhe von 25 Metern erhöht. Daran angebaut ein Palas aus dem 13. oder 14. Jahrhundert sowie ein Treppenturm von 1790. Im Schlössli befindet sich heute das Stadtmuseum Aarau. |
| BW   | Datei hochladen · Wikidata zu Stadtarchiv Aarau (Q27478108)                                                                | Stadtarchiv (im Rathaus) KGS-Nr.: 08848                                                         | B    | S   | Rathausgasse 1 645641 / 249353                                                   | Aarauer Stadtarchiv mit umfangreichen historischen Dokumenten (Urkunden ab 1267, Stadtbücher ab 1395, Ratsprotokolle ab 1526, Urbarien ab dem 16. Jahrhundert, Gerichtsprotokolle ab 1611). |
| BW   | Datei hochladen · Wikidata zu Zeughaus 3 (Q29575031)                                                                       | Zeughaus 3 KGS-Nr.: 09095                                                                       | B    | G   | Rohrerstrasse 21.1 646687 / 249527                                               | |
| ja   | Datei hochladen · Wikidata zu Saxer-Haus (Q2228420)                                                                        | Saxer-Haus KGS-Nr.: 09117                                                                       | B    | G   | Vordere Vorstadt 8 645755 / 249102                                               | 1693 erbautes Bürgerhaus. Spätgotisch-frühbarocker Mauerbau bernischer Prägung mit Eckstrebepfeilern, Zwillingsfenstern und zwei Ründen. |
| ja   | Datei hochladen · Wikidata zu Bankgebäude UBS (Q29574455)                                                                  | Bankgebäude UBS KGS-Nr.: 09814                                                                  | B    | G   | Bahnhofstrasse 61 646145 / 249193                                                | Aarauer Filiale der UBS, früher der Aargauischen Kreditanstalt und der Schweizerischen Bankgesellschaft. 1922 nach dem Projekt von Friedrich Saager und dessen Bruder Robert Saager errichtet. Leicht monumental wirkendes, neoklassizistisches Gebäude mit dorischem Portikus.                           |
| ja   | Datei hochladen · Wikidata zu Hauptpost (Q29574610)                                                                        | Hauptpost KGS-Nr.: 09816                                                                        | B    | G   | Bahnhofstrasse 67 646215 / 249225                                                | 1914/15 von Bracher & Widmer & Daxelhoffer erbautes Hauptpostamt im neoklassizistischen Stil. Monumental wirkendes Gebäude mit dorischen Säulen. 1980 um einen Erweiterungsbau an der Rückseite ergänzt.                                                                                                  |
| ja   | Datei hochladen · Wikidata zu Siedlung Telli (Q1735611)                                                                    | Siedlung Telli KGS-Nr.: 14987                                                                   | B    | G   | Rütmattstrasse 1–17 Delfterstrasse 21–44 Neuenburgerstrasse 1–12 646964 / 250184 | Aus vier lang gestreckten Gebäuden bestehende Grosswohnsiedlung für 2500 Einwohner. Entstanden zwischen 1971 und 1991 nach Plänen von Hans Marti. |
| BW   | Datei hochladen · Wikidata zu Binzenhof (Q29574462)                                                                        | Binzenhof KGS-Nr.: 14988                                                                        | B    | G   | Landhausweg 19 645955 / 247673                                                   | |
| BW   | Datei hochladen · Wikidata zu Wohnhaus (Q29575024)                                                                         | Wohnhaus KGS-Nr.: 14989                                                                         | B    | G   | Buchserstrasse 27 646936 / 249112                                                | Um 1890 erbautes Wohnhaus im Schweizerstil. |
| ja   | Datei hochladen · Wikidata zu Wohnhaus (Q29575021)                                                                         | Wohnhaus KGS-Nr.: 14990                                                                         | B    | G   | Feerstrasse 8 646231 / 249319                                                    | 1902 von Karl Moser erbautes herrschaftliches Einfamilienhaus. |
| ja   | Datei hochladen · Wikidata zu Doppelwohnhaus (Q29574468)                                                                   | Doppelwohnhaus KGS-Nr.: 14991                                                                   | B    | G   | Feerstrasse 13–15 646266 / 249302                                                | 1900 erbautes Doppelwohnhaus im Stil der italienischen Neorenaissance |
| ja   | Datei hochladen · Wikidata zu Hotel Kettenbrücke (Q29574914)                                                               | Hotel Kettenbrücke KGS-Nr.: 14992                                                               | B    | G   | Mühlemattstrasse 2 645622 / 249466                                               | 1828 bis 1830 als Zollhaus erbaut, ab 1838 als Taverne und später als Hotel genutzt. Dreigeschossiges klassizistisches Gebäude mit zurückversetztem Anbau. |
| ja   | Datei hochladen · Wikidata zu Wirtshaus zum Weinberg (Q29575017)                                                           | Wirtshaus zum Weinberg KGS-Nr.: 14993                                                           | B    | G   | Erlinsbacherstrasse 2–6 645430 / 249783                                          | |
| BW   | Datei hochladen · Wikidata zu Haus Müller (Q29574849)                                                                      | Haus Müller KGS-Nr.: 14994                                                                      | B    | G   | Weinbergstrasse 36 645121 / 249732                                               | |
| BW   | Datei hochladen · Wikidata zu Kindergarten (Q29574931)                                                                     | Kindergarten KGS-Nr.: 14995                                                                     | B    | G   | Freihofweg 1 646011 / 249523                                                     | |
| ja   | Datei hochladen · Wikidata zu Schützenhaus (Q29574996)                                                                     | Schützenhaus KGS-Nr.: 14996                                                                     | B    | G   | Aarenaustrasse 1 645950 / 250130                                                 | Schützenhaus im Heimatstil mit expressionistischen Gestaltungselementen. 1924 von Karl Schneider für das eidgenössische Schützenfest erbaut. |
| ja   | Datei hochladen · Wikidata zu Haus (Q29574634)                                                                             | Haus KGS-Nr.: 14997                                                                             | B    | G   | Weltistrasse 24 646473 / 248615                                                  | 1912/13 von August Stamm erbautes Doppeleinfamilienhaus. Zweigeschossiger Massivbau unter geschweiftem Walmdach mit allseitigen Dachlukarnen. Formensprache des zurückhaltenden Heimatstils mit geometrisierenden Jugendstil-Elementen.                                                                   |
| BW   | Datei hochladen · Wikidata zu Wohnhaus (Q29574636)                                                                         | Haus KGS-Nr.: 14999                                                                             | B    | G   | Weltistrasse 27 646520 / 248650                                                  | 1905 von Karl Kress erbaute Villa. Ausserordentlich gut erhaltenes Zeugnis einer Wohnhausarchitektur, die am Übergang vom Späthistorismus zum Heimatstil steht. |
| ja   | Datei hochladen · Wikidata zu Haus (Q29574873)                                                                             | Haus KGS-Nr.: 15000                                                                             | B    | G   | Rathausgasse 21 645709 / 249264                                                  | Bis ins Hochmittelalter zurückreichendes Altstadthaus, Mitte des 17. Jahrhunderts im frühbarocken Stil umgebaut. Grisaille-Malereien in der hofseitigen Stube des zweiten Obergeschosses. |
| ja   | Datei hochladen · Wikidata zu Zschokke-Denkmal (Q29575036)                                                                 | Zschokke-Denkmal KGS-Nr.: 15001                                                                 | B    | K   | Kasinopark 645860 / 249347                                                       | 1894 von Karl Alfred Lanz geschaffene Statue, die Heinrich Zschokke darstellt. Überlebensgrosse Figur in klassischem Kontrapost auf hohem Marmorsockel. |
| ja   | Datei hochladen · Wikidata zu Häuser (Q29574641)                                                                           | Häuser KGS-Nr.: 15002                                                                           | B    | G   | Bahnhofstrasse 9–11 645850 / 249066                                              | Breit gelagertes Haus «Zum Behmen» mit mächtigem Gerschilddach. |
| ja   | Datei hochladen · Wikidata zu Teehaus (Q29575007)                                                                          | Teehaus KGS-Nr.: 15004                                                                          | B    | G   | Mühlemattstrasse 74.1 646056 / 249569                                            | Um 1800 von Johann Daniel Osterrieth erbautes Gartenhaus hinter der Laurenzenvorstadt 61. Eingeschossiger Pavillon mit Walmdach. Decke mit klassizistischen Stuckaturen. |
| ja   | Datei hochladen · Wikidata zu Verwaltungsgebäude Kantonsspital (Q29574927)                                                 | Verwaltungsgebäude Kantonsspital KGS-Nr.: 15005                                                 | B    | G   | Haus 22 / Kantonsspital Aarau 1.9 646914 / 248933                                | 1882 von Robert Moser erbautes, erstes Gebäude des Kantonsspitals Aarau (heute zu Verwaltungszwecken genutzt). Zweigeschossiger Bau mit äusserst zurückhaltenden Neorenaissanceformen. |
| ja   | Datei hochladen · Wikidata zu Haus (Q29574910)                                                                             | Haus KGS-Nr.: 15007                                                                             | B    | G   | Hintere Vorstadt 11 645820 / 249138                                              | Um 1700 erbautes Altstadthaus unter Satteldach mit Ründe. |
| ja   | Datei hochladen · Wikidata zu Häuser Igelweid (Q29574716)                                                                  | Häuser Igelweid KGS-Nr.: 15009                                                                  | B    | G   | Igelweid 2–6.1 645824 / 249147                                                   | Zeile spätgotischer Altstadthäuser mit gemauerten zweiachsigen Fassaden. |
| ja   | Datei hochladen · Wikidata zu Haus (Q29574648)                                                                             | Haus KGS-Nr.: 15010                                                                             | B    | G   | Golattenmattgasse 1, 1a 645736 / 249191                                          | Nachmittelalterliches Altstadthaus, angebaut an die Nordseite des Oberen Turms. |
| ja   | Datei hochladen · Wikidata zu Haus (Q29574852)                                                                             | Haus KGS-Nr.: 15011                                                                             | B    | G   | Pelzgasse 13 645769 / 249269                                                     | 1794/95 erbautes Altstadthaus von Antoine Henri Jomini. Dreigeschossiges Gebäude mit vorbiedermeierlichem Knickdach und Holzaufzug. |
| ja   | Datei hochladen · Wikidata zu Restaurant zur Waage (Q29574979)                                                             | Restaurant zur Waage KGS-Nr.: 15012                                                             | B    | G   | Metzgergasse 3 645707 / 249331                                                   | Im 17. Jahrhundert erbautes spätgotisches Altstadthaus mit viergeschossiger Fassade und Ründe. |
| ja   | Datei hochladen · Wikidata zu Tuchlaube (Q1429338)                                                                         | Tuchlaube KGS-Nr.: 15013                                                                        | B    | G   | Metzgergasse 18 645689 / 249393                                                  | Im 16. Jahrhundert erbauter ehemaliger Schlachthof, heute als Kleintheater genutzt. Spätgotisches Reihenhaus mit Fassadenmalerei und vorgezogener, bemalter Ründe. |
| ja   | Datei hochladen · Wikidata zu Haus (Q29574896)                                                                             | Haus KGS-Nr.: 15014                                                                             | B    | G   | Zollrain 6 645678 / 249354                                                       | Zweiachsiges Altstadthaus, zusammen mit Nr. 4 unter gemeinsamer Ründe mit ornamental bemalter Giebelunterseite. |
| ja   | Datei hochladen · Wikidata zu Ehemaliges Restaurant Veltlinerstübli (Q29574975)                                            | Ehemaliges Restaurant Veltlinerstübli / KGS-Nr.: 15015                                          | B    | G   | Zollrain 4 645677 / 249349                                                       | Zweiachsiges Altstadthaus, zusammen mit Nr. 6 unter gemeinsamer Ründe mit ornamental bemalter Giebelunterseite. |
| ja   | Datei hochladen · Wikidata zu Haus Zollrain 2 (Q29574890)                                                                  | Haus Zollrain 2 KGS-Nr.: 15016                                                                  | B    | G   | Zollrain 2 645671 / 249344                                                       | Spätgotisches Altstadthaus des 18. Jahrhunderts mit Stichbogenfenstern und bemalter Ründe. |
| ja   | Datei hochladen · Wikidata zu Haus (Q29574728)                                                                             | Haus Kronengasse 8 KGS-Nr.: 15017                                                               | B    | G   | Kronengasse 8 645731 / 249299                                                    | Im 16. Jahrhundert erbautes spätgotisches Altstadthaus mit kräftigem Eckpfeiler und reich profilierten Fenstergewänden. |
| ja   | Datei hochladen · Wikidata zu Häuser Adelbändli (Q116046132)                                                               | Häuser Adelbändli KGS-Nr.: 15018                                                                | B    | G   | Adelbändli 1, 3, 4, 5, 6, 9, 12, 13, 14 645625 / 249305                          | Ensemble von spätgotischen Altstadthäusern mit Staffel- und Reihenfenstern sowie stark vorkragenden Giebeln. |
| ja   | Datei hochladen · Wikidata zu Gerechtigkeitsbrunnen (Q1487433)                                                             | Gerechtigkeitsbrunnen KGS-Nr.: 15023                                                            | B    | K   | Kirchplatz 645623 / 249245                                                       | Barocker Brunnen vor der Stadtkirche mit Justitia-Figur, entstanden 1643. |
| ja   | Datei hochladen · Wikidata zu Villa Blumenhalde (Q2524876)                                                                 | Villa Blumenhalde KGS-Nr.: 15024                                                                | B    | G   | Küttigerstrasse 21 645412 / 249886                                               | 1817/18 von Heinrich Zschokke erbaute, repräsentative Villa im klassizistischen Stil, seit 2009 Sitz des Zentrums für Demokratie Aarau. Zweigeschossiger Mitteltrakt, von zwei schmalen zweigeschossigen Seitentrakten flankiert.                                                                         |
| BW   | Datei hochladen · Wikidata zu Teilstück der kyburgischen Stadtmauer (Q29575010)                                            | Teilstück der kyburgischen Stadtmauer KGS-Nr.: 15025                                            | B    | G   | Kirchgasse 19 645607 / 249246                                                    | Rund zwölf Meter langes Stadtmauerteilstück aus der Mitte des 13. Jahrhunderts. |
| ja   | Datei hochladen · Wikidata zu Franke-Gut: Hauptvilla, Gartenhaus und Badepavillon (Q29574491)                              | Francke-Gut: Hauptvilla, Gartenhaus und Badepavillon KGS-Nr.: 15027                             | B    | G   | Entfelderstrasse 61, 63, 63.1 646249 / 248382                                    | 1903 erbaute repräsentative Villa in ausgedehntem Park. Zweigeschossiger Bau der späten Neorenaissance mit kompaktem Volumen. Südlich davon Gartenhaus und neoklassizistischer Badepavillon von 1920. |
| ja   | Datei hochladen · Wikidata zu Frauenspital (Q29574493)                                                                     | Frauenspital KGS-Nr.: 15028                                                                     | B    | G   | Haus 8 / Kantonsspital Aarau 1.20 647123 / 248820                                | |
| BW   | Datei hochladen · Wikidata zu Freibad Aarau (Q29574603)                                                                    | Freibad KGS-Nr.: 15029                                                                          | B    | G   | Schwimmbadstrasse 645043 / 249243                                                | |
| ja   | Datei hochladen · Wikidata zu Gewerbeschulhaus (Q29574608)                                                                 | Gewerbeschulhaus KGS-Nr.: 15030                                                                 | B    | G   | Tellistrasse 58 646626 / 249780                                                  | |
| ja   | Datei hochladen · Wikidata zu Oboussierhaus (Q29574951)                                                                    | Oboussierhaus KGS-Nr.: 15031                                                                    | B    | G   | Graben 9 645859 / 249291                                                         | 1785 erbautes dreigeschossiges Bürgerhaus mit Mansarddach und doppelläufiger Freitreppe. |
| BW   | Datei hochladen · Wikidata zu Haus Baumann (Q29574643)                                                                     | Haus Baumann KGS-Nr.: 15040                                                                     | B    | G   | Landhausweg 43 645731 / 247925                                                   | 1927 von Richard Hächler erbautes, kubisches Wohnhaus mit drei Stockwerken. Erstes Gebäude in Aarau nach den Prinzipien des Neuen Bauens. |
| ja   | Datei hochladen · Wikidata zu Altersheim Aarau (Q29574844)                                                                 | Altersheim KGS-Nr.: 15041                                                                       | B    | G   | Milchgasse 29 645637 / 249204                                                    | Im 16. Jahrhundert erbautes Altstadthaus im spätgotischen Stil. Zwei gemauerte Geschosse, darüber ein Geschoss mit Fachwerk. |
| ja   | Datei hochladen · Wikidata zu Inneres Tor (Q29574925)                                                                      | Inneres Tor KGS-Nr.: 15043                                                                      | B    | G   | Rathausgasse 30.1 645737 / 249220                                                | Dreigeschossiges Torhaus beim Oberen Turm, entstanden um 1300. |
| BW   | Datei hochladen · Wikidata zu Mehrfamilienhaus Goldern (Q29574939)                                                         | Mehrfamilienhaus Goldern KGS-Nr.: 15047                                                         | B    | G   | General-Guisan-Strasse 37–45 646660 / 247754                                     | |
| ja   | Datei hochladen · Wikidata zu Haus Milchgasse (Q29574842)                                                                  | Haus Milchgasse KGS-Nr.: 15048                                                                  | B    | G   | Milchgasse 34 645654 / 249222                                                    | 1603 erbautes nachgotisches Altstadthaus mit gekehlten Reihenfenstern. |
| ja   | Datei hochladen · Wikidata zu Primarschulhaus Scheibenschachen (Q29574955)                                                 | Primarschulhaus Scheibenschachen KGS-Nr.: 15049                                                 | B    | G   | Bündtenweg 2 645815 / 249799                                                     | 1961 bis 1963 von Alfons Barth und Hans Zaugg erbautes Schulgebäude. Konsequent auf einem kubischen Raster von 1,03 m aufgebaute Eisenbeton-Skelettbauten. |
| ja   | Datei hochladen · Wikidata zu Haus Rathausgasse 20 (Q29574877)                                                             | Haus Rathausgasse 20 KGS-Nr.: 15050                                                             | B    | G   | Rathausgasse 20 645695 / 249249                                                  | Dreiachsiges, viergeschossiges Bürgerhaus aus der ersten Hälfte des 18. Jahrhunderts. Mit Fachwerk und bemalter Ründe. |
| ja   | Datei hochladen · Wikidata zu Haus Rathausgasse 27 (Q29574883)                                                             | Haus Rathausgasse 27 KGS-Nr.: 15051                                                             | B    | G   | Rathausgasse 27 645718 / 249247                                                  | Spätgotisches Bürgerhaus mit bemalter Ründe. |
| ja   | Datei hochladen · Wikidata zu Reithalle / Turnhalle (Q29574968)                                                            | Reithalle, Turnhalle KGS-Nr.: 15052                                                             | B    | G   | Kasernenstrasse 20 646014 / 249234                                               | 1864 und 1903 in zwei identisch konstruierten Etappen entstandene Reithalle, seit 2011 Nutzung als kultureller Veranstaltungsort. Langer, massiver Gebäudekörper mit weitem, ziegelgedecktem Satteldach und zwei 77 m langen Trauffassaden.                                                               |
| ja   | Datei hochladen · Wikidata zu Römisch-katholische Kirche St. Peter und Paul (Q29574983)                                    | Römisch-katholische Pfarrkirche St. Peter und Paul KGS-Nr.: 15053                               | B    | G   | Poststrasse 15 646181 / 249321                                                   | 1939/40 von Werner Studer erbautes modernes Kirchengebäude. Länglicher Eisenbeton-Skelettbau mit basilikalem Querschnitt, eingezogenem Chor und 40 Meter hohem Glockenturm. |
| ja   | Datei hochladen · Wikidata zu Schulhaus Gönhard (Q29574994)                                                                | Schulhaus Gönhard KGS-Nr.: 15055                                                                | B    | G   | Weltistrasse 20 646339 / 248590                                                  | 1952 von Hans Hauri erbaute Schulanlage im Stil der Nachkriegsmoderne. Zeittypische Aufteilung in zweigeschossige Unterrichtstrakte unter Verbindung mit pavillonartigen eingeschossigen Korridoranlagen, Pausenhallen und überdeckten Passarellen.                                                       |
| ja   | Datei hochladen · Wikidata zu Stadtbibliothek (Hübscher-Haus) (Q29575003)                                                  | Stadtbibliothek (Hübscher-Haus) KGS-Nr.: 15056                                                  | B    | G   | Graben 15 645856 / 249249                                                        | 1780 erbaute, symmetrische dreigeschossige Villa mit Walmdach. 1968 an seine heutige Lage verschoben. |
| BW   | Datei hochladen · Wikidata zu Mehrfamilienhaus Gönhardweg 2 (Q29574944)                                                    | Mehrfamilienhaus Gönhard KGS-Nr.: 15057                                                         | B    | G   | Gönhardweg 2/4 646175 / 248736                                                   | 1931 von Emil Wessner erbautes Mehrfamilienhaus im Stil des Neuen Bauens. |
| ja   | Datei hochladen · Wikidata zu Zelglischulhaus (Q29574460)                                                                  | Zelglischulhaus KGS-Nr.: 15058                                                                  | B    | G   | Schanzmättelistrasse 17.1 645636 / 248739                                        | 1909 bis 1911 von Bracher, Widmer & Daxelhoffer erbautes Schulgebäude im Neobarockstil. Schlossartig komponierte Anlage mit viergeschossigem, grossvolumigem Hauptbau und rechtwinklig dazu gestellter Turnhalle.                                                                                         |
| ja   | Datei hochladen · Wikidata zu Pulver- oder Storchennestturm, Städtisches Altersasyl (ehemaliges Frauenkloster) (Q29574960) | Pulver- oder Storchennestturm, Städtisches Altersasyl (ehemaliges Frauenkloster) KGS-Nr.: 15078 | B    | G   | Golattenmattgasse 37 645621 / 249203                                             | Ehemaliges Kloster am westlichen Rand der Altstadt, im Zustand des späten 18. Jahrhunderts. Daran angebaut der Pulverturm, ein mittelalterlicher Winkelbau aus der Zeit um 1270. |
| BW   | Datei hochladen · Wikidata zu Haus Rathausgasse 13 (Q29574964)                                                             | Haus Rathausgasse 13 KGS-Nr.: 15999                                                             | B    | G   | Rathausgasse 13 645682 / 249299                                                  | 1773 erbautes viergeschossiges Altstadthaus im barocken Stil. Vier Fensterachsen unter Krüppelwalmdach mit Ründe. |
| BW   | Datei hochladen · Wikidata zu Fabriken im Hammer (Q29574482)                                                               | Fabriken im Hammer KGS-Nr.: 16010                                                               | B    | G   | Hammer 9, 11, 13, 15, 16, 19, 25, 27 / Mühlemattstrasse 8 645733 / 249477        | Städtebauliches und wirtschaftliches Ensemble von schweizweiter Bedeutung, bestehend aus vier mächtigen Fabrikgebäuden und dazu gehörenden Kleinbauten. |
| ja   | Datei hochladen · Wikidata zu Haldenhäuser (nördliche Reihe) (Q29574692)                                                   | Haldenhäuser KGS-Nr.: 16020                                                                     | B    | G   | Halden 4–64 645555 / 249233                                                      | Zwei Häuserzeilen mit einfachen spätgotischen Wohnhäusern, erbaut im 18. Jahrhundert. |
| ja   | Datei hochladen · Wikidata zu Häuser Laurenzenvorstadt (westliche Reihe) (Q116054436)                                      | Häuser Laurenzenvorstadt (westliche Reihe) KGS-Nr.: 16044                                       | B    | G   | Laurenzenvorstadt 19–25 645945 / 249417                                          | Um 1800 von Johann Daniel Osterrieth erbaute Häuserzeile im klassizistischen Stil. Dreigeschossige Reihenhäuser unter durchlaufendem, am Ende der Zeilen jeweils abgewalmtem Satteldach. |
| ja   | Datei hochladen · Wikidata zu Häuser Laurenzenvorstadt (östliche Reihe) (Q116059913)                                       | Häuser Laurenzenvorstadt (östliche Reihe) KGS-Nr.: 16050                                        | B    | G   | Laurenzenvorstadt 59–79 646108 / 249451                                          | Um 1800 von Johann Daniel Osterrieth erbaute Häuserzeile im klassizistischen Stil. Dreigeschossige Reihenhäuser unter durchlaufendem, am Ende der Zeilen jeweils abgewalmtem Satteldach. |
| BW   | Datei hochladen · Wikidata zu Haus Rain 18 (Q29574856)                                                                     | Häuser Rain KGS-Nr.: 16056                                                                      | B    | G   | Rain 18–24 645725 / 249080                                                       | Zeile von Bürgerhäusern des 18. Jahrhunderts mit Ründen und fünfachsigen Fassen. |
| BW   | Datei hochladen · Wikidata zu Schlachthof Rohrerstrasse 120 (Q29574989)                                                    | Schlachthof KGS-Nr.: 16064                                                                      | B    | G   | Rohrerstrasse 118–120 647420 / 249634                                            | Ehemaliger städtischer Schlachthof, heute als Wagenwerkstatt des Vereins Dampfbahn Furka-Bergstrecke genutzt. |